# Чёрная Грязь (Курская область)
Чёрная Грязь — деревня в Дмитриевском районе Курской области. Входит в состав Старогородского сельсовета.
Население — 23 человек (2010 год).

## География
Расположен по берегу р. Свапа.

## История
Деревня вошла в состав муниципального образования согласно Закону Курской области от 21 октября 2004 года № 48-ЗКО «О муниципальных образованиях Курской области».

## Население
| 2002 | 2010 |
| ---- | ---- |
| 41   | ↘23  |

## Инфраструктура
Личное подсобное хозяйство.

## Транспорт
Выезд на автодорогу 38 ОП РЗ 38К-003 «Дмитриев — Береза — Меньшиково — Хомутовка»..